# Hylaeus boninensis
Hylaeus boninensis is een vliesvleugelig insect uit de familie Colletidae. De wetenschappelijke naam van de soort is voor het eerst geldig gepubliceerd in 1955 door Yasumatsu.